# Heyrieux
Heyrieux je francouzská obec v departementu Isère v regionu Auvergne-Rhône-Alpes. V roce 2009 zde žilo 4 758 obyvatel. Je centrem kantonu Heyrieux.

## Geografie
Sousední obce: Grenay, Saint-Quentin Fallavier, Diémoz, Valencin a Saint-Pierre-de-Chandieu.